# М'ясін Леонід Федорович
Леоні́д Фе́дорович М'я́сін (рос. Леонид Фёдорович Мясин, фр. Léonide Massine; *9 серпня 1896, Москва, Російська імперія — †15 березня 1979, Кельн, Німеччина) — російський (на еміграції) хореограф і балетний танцівник, кіноактор; автор понад 70 балетних постановок.

## Біографія

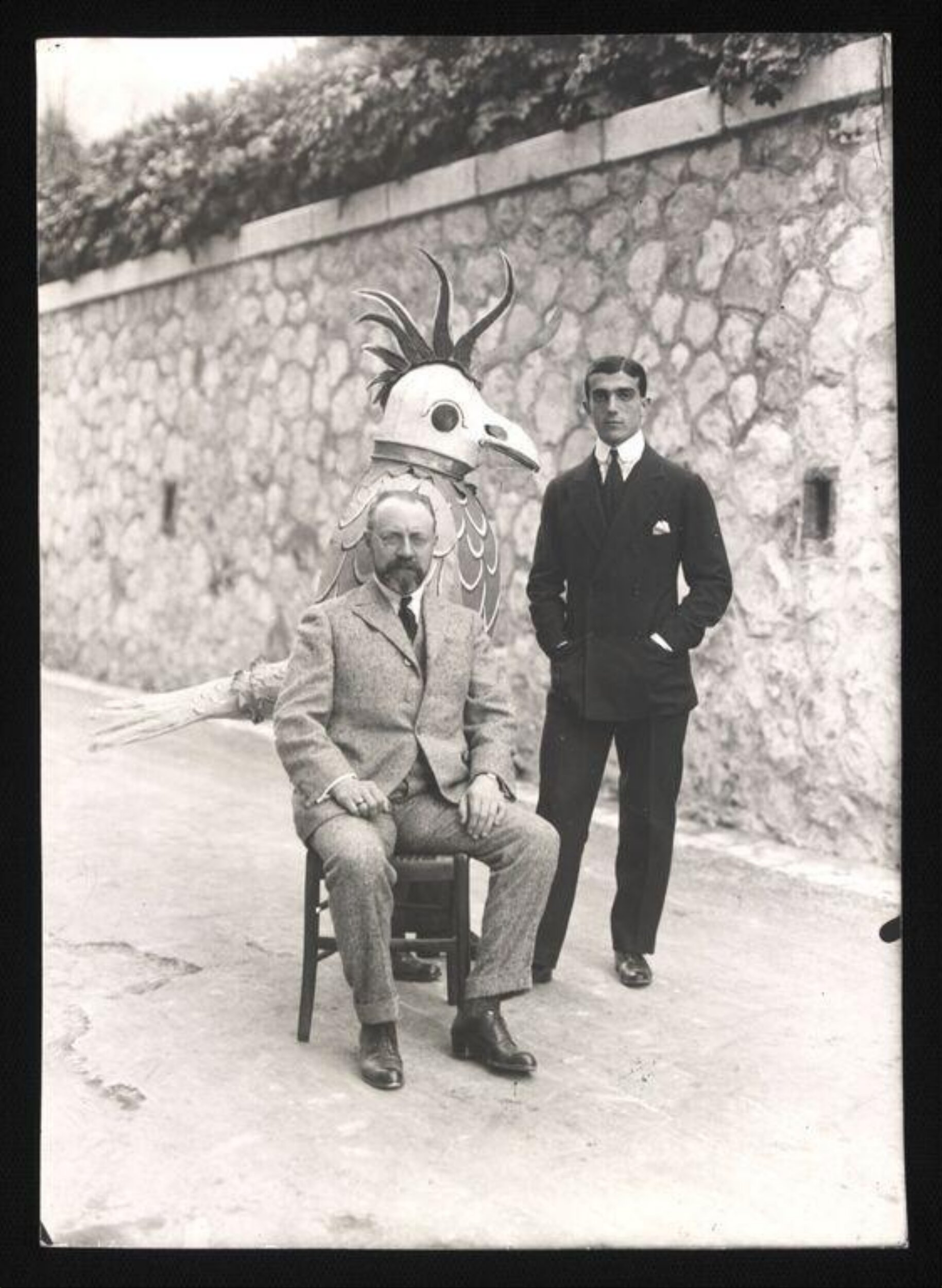
Анрі Матісс і Леонід М'ясін. Монте-Карло, 1920

Леонід М'ясін навчався балету в Імператорській школі Большого театру в Москві. Са́ме там його помітив Сергій Дягілєв і забрав до Європи.
У період від 1915 до 1921 року Леонід М'ясін був одним з головних хореографів сезонів Російського балету. Однією з найвідмітніших подій сезонів стала скандальна постановка М'ясіна на музику Еріка Саті (у співробітництві з Жаном Кокто і Пабло Пікассо — автор декорацій) сюрреалістичного балету «Парад» у 1917 році.
Після залишення трупи Російського балету Вацлавом Ніжинським М'ясін став головним її танцівником.
По смерті Дягілєва і фактичного припинення керованих ним Балетів Мясін разом з полковником де Базілем заснував трупу «Російський балет Монте-Карло», що в цілому зберігала репертуар Російського балету, продовживши його традиції.
Леонід М'ясін знявся також у декількох кінострічках, серед яких: «Червоні черевички» (1948) і «Казки Гофмана» (1951). З кіно його пов'язує і робота у низці стрічок як хореографа-постановника.
На батьківщині Мясіна, у Росії, в Большому театрі, лише в 2005 році вперше було здійснено мясінські балетні постановки: «Треуголка», «Предзнаменування» та «Паризькі веселощі».

## Особисте життя
Леонід М'ясін був протеже та коханцем Сергія Дягілєва, що не завадило, втім, М'ясіну мати 4 шлюби й у шлюбному зв'язку з Тетяною Мілішниковою мати двоє дітей: доньку Тетяну (*1941) та сина Лорку (*1944).

## Фільмографія
- 1948 : Червоні черевички / The Red Shoes — Любов
- 1951 : Казки Гофмана / The Tales of Hoffmann — Шлеміль/Франц/Спаланцані
- 1954 : Неаполітанська карусель / (Carosello napoletano) — Антоніо «Пульчинелла» Петіто

## Виноски
1. 1 2  Internet Broadway Database — 2000.
2. ↑  Find a Grave — 1996.
3. 1 2  LIBRIS — Королівська бібліотека Швеції, 2004.
4. ↑  Répertoire International des Sources Musicales — 1952.
5. ↑  Deutsche Nationalbibliothek Record #119313782 // Gemeinsame Normdatei — 2012—2016.
6. 1 2  Archivio Storico Ricordi — 1808.
7. ↑  Encyclopædia Britannica
8. 1 2 3  Чеська національна авторитетна база даних
9. ↑  Bibliothèque nationale de France BNF: платформа відкритих даних — 2011.
10. ↑  https://archives.nypl.org/dan/185482
11. ↑  Анна Галайда. Балеты с двойным дном(рос.) [Архівовано 18 листопада 2005 у Wayback Machine.] // «Ведомости», 18.04.2005.
12. ↑  Aldrich, Robert; Aldrich, Robert F.; Wotherspoon, Garry (2001). Who's who in Gay and Lesbian History: From Antiquity to World War II (англ.). Psychology Press. ISBN 978-0-415-15982-1.